# 1374

## Události
- celoevropský hladomor až do roku 1375
- 25. listopadu – Jakub z Baux se po svém strýci Filipovi II. stává tarantským knížetem (dnešní východní Itálie) a titulárním vládcem Latinského císařství (severní Řecko a západní Turecko).

## Narození
- 18. února – Hedvika z Anjou, polská panovnice a světice († 1399)
- ? – Henry Beaufort, anglický kardinál a biskup ve Winchesteru († 11. dubna 1447)
- ? – Konstancie z Yorku, anglická šlechtična a hraběnka z Gloucesteru († 28. listopadu 1416)
- ? – Alžběta Visconti, bavorská vévodkyně († 2. února 1432)

## Úmrtí
- 6. ledna – Andrea Corsini, italský biskup a světec (* 1301)
- 29. června – Jan Milíč z Kroměříže, český kazatel (* 1320 až 1325)
- 18. července – Francesco Petrarca, italský spisovatel a básník (* 1304)
- 1. prosince – Maguns IV., král švédský, norský, finský, grónský a islandský (* 1316)
- ? – Helvig Šlesvická, dánská královna jako manželka Valdemara IV. (* ?)
- ? – Johana Flanderská, hraběnka z Montfort-l'Amaury a Richmondu, vévodkyně bretaňská (* 1295)
- ? – Fang Kuo-čen, jeden z vůdců povstání rudých turbanů (* 1319)
- ? – Alžběta Opolská, manželka Jošta Moravského (* 1360)
- ? – Kao Čchi, čínský básník, esejista a spisovatel (* 1339)

## Hlavy státu
- České království – Karel IV.
- Moravské markrabství – Jan Jindřich
- Svatá říše římská – Karel IV.
- Papež – Urban V. – Řehoř XI.
- Anglické království – Eduard III.
- Byzantská říše – Jan V. Palaiologos
- Dánsko – Valdemar IV.
- Francouzské království – Karel V.
- Kastilie – Jindřich II.
- Lucemburské vévodství – Václav Lucemburský
- Norsko – Haakon VI. Magnusson
- Osmanská říše – Murad I.
- Polské království – Ludvík I.
- Portugalsko – Ferdinand I.
- Švédsko – Albrecht Meklenburský
- Uherské království – Ludvík I.